# 全日本少年少女武道錬成大会 (柔道)
全日本少年少女武道錬成大会 （柔道）（ぜんにほんしょうねんしょうじょぶどうれんせいたいかい じゅうどう）は、毎年夏に日本武道館で開催される、小学生を対象とした柔道の全国大会。

## 概要
柔道を通して心身の錬磨と相互の親睦を図り、青少年の健全な育成を図る趣旨のもとに、毎年全国各地の道場に所属する数千名にものぼる小学生が日本武道館に集結して開催される柔道の大会。なお、この大会は団体戦のみで個人戦は実施されない。
- 基本錬成は小学校1年生から参加できる。
- 試合錬成は低学年の部(小学校3・4年生)、高学年の部(小学校5・6年生)と分かれて実施される。